# Metaphysik

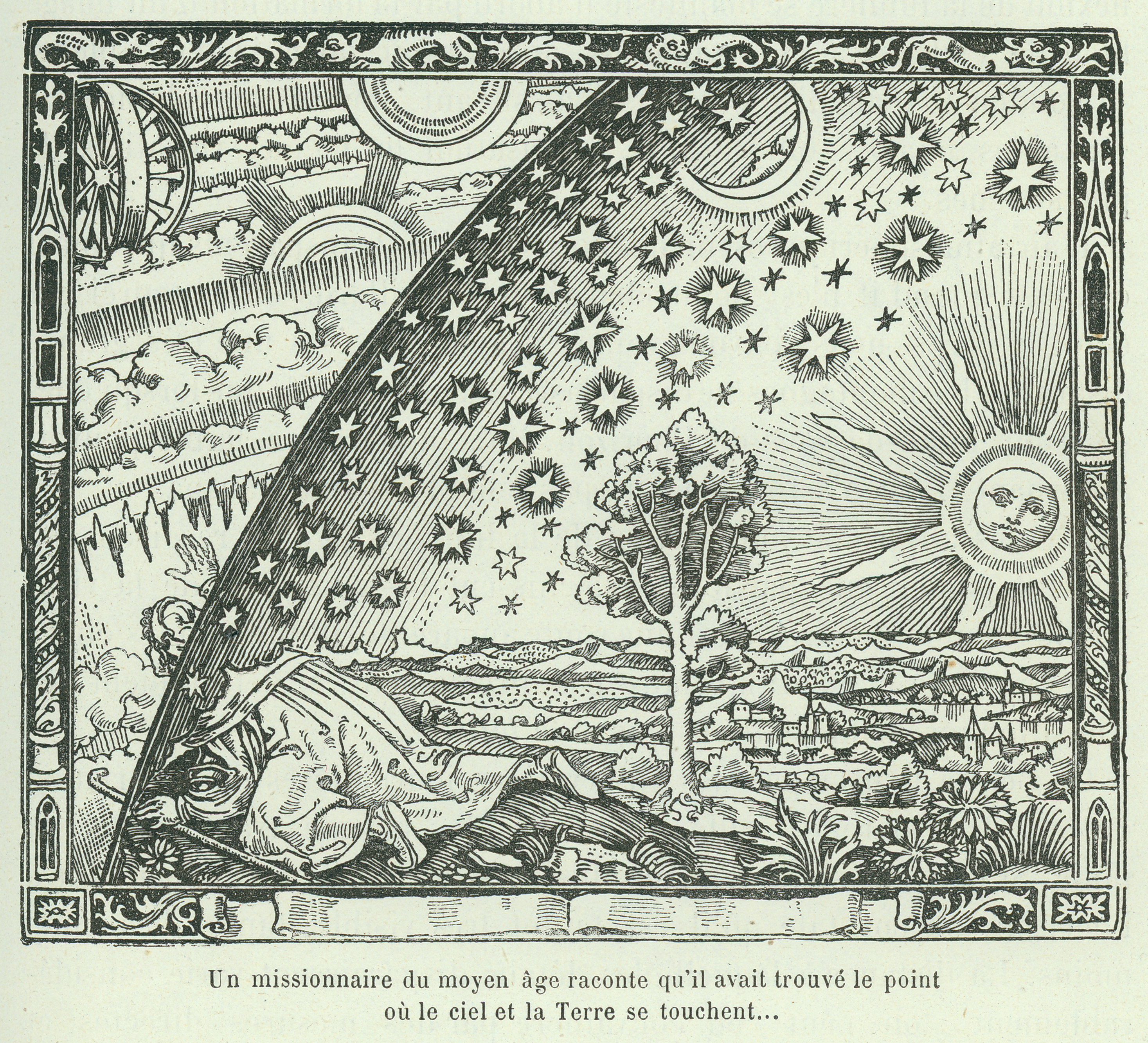
Was sind die letzten Ursachen und Prinzipien der Welt? – Holzschnitt aus Camille Flammarions L’Atmosphère (1888) (Flammarions Holzstich)

Die Metaphysik (lateinisch metaphysica; von altgriechisch μετά metá „danach, hinter, jenseits“ und φύσις phýsis „Natur, natürliche Beschaffenheit“) ist eine Grunddisziplin der Philosophie. Metaphysische Systementwürfe behandeln in ihren klassischen Formen die zentralen Probleme der theoretischen Philosophie, nämlich die Beschreibung der Fundamente, Voraussetzungen, Ursachen oder „ersten Begründungen“ der allgemeinsten Strukturen, Gesetzlichkeiten und Prinzipien sowie von Sinn und Zweck der gesamten Realität bzw. allen Seins.
Konkret bedeutet dies, dass die klassische Metaphysik „letzte Fragen“ behandelt, beispielsweise: Gibt es einen letzten Grund, warum die Welt überhaupt existiert? Gibt es einen Grund dafür, dass sie gerade so eingerichtet ist, wie sie es ist? Gibt es einen transzendenten Daseinsbereich – Gott/Götter, Weltseele usw. –, und wenn ja, was können wir darüber wissen? Was macht das Wesen des Menschen aus? Gibt es so etwas wie „Geistiges“, insbesondere einen grundlegenden Unterschied zwischen Geist und Materie (Leib-Seele-Problem)? Besitzt der Mensch eine unsterbliche Seele, verfügt er über einen freien Willen? Verändert sich alles oder gibt es auch Dinge und Zusammenhänge, die bei allem Wechsel der Erscheinungen immer gleich bleiben?
Dinge der Metaphysik sind dabei, so der klassische Erklärungsanspruch, nicht durch empirische Einzeluntersuchungen zugängliche, sondern diesen zugrundeliegende Bereiche der Wirklichkeit. Der Anspruch, überhaupt Erkenntnisse außerhalb der Grenzen der sinnlichen Erfahrung zu formulieren, wurde vielfach auch kritisiert – Ansätze einer allgemeinen Metaphysikkritik begleiten die metaphysischen Systemversuche von Anfang an, sind insbesondere aber im 19. und 20. Jahrhundert entwickelt und oftmals als ein Kennzeichen moderner Weltanschauung verstanden worden. Andererseits hat man Fragen nach einem letzten Sinn und einem systematisch beschreibbaren „großen Ganzen“ als auf natürliche Weise im Menschen angelegt, als ein „unhintertreibliches Bedürfnis“ verstanden (Kant), ja den Menschen sogar als „animal metaphysicum“, als ein „metaphysiktreibendes Lebewesen“ bezeichnet (Schopenhauer). Seit Mitte des 20. Jahrhunderts werden, klassischer analytisch-empiristischer und kontinentaler Metaphysikkritik zum Trotz, wieder komplexe systematische Debatten zu metaphysischen Problemen von Seiten meist analytisch geschulter Philosophen geführt.

## Begriffsgeschichte
Der Begriff „Metaphysik“ hat seinen Ursprung in der bibliographischen Bezeichnung eines Werks des Aristoteles, das aus 14 Büchern allgemeinphilosophischen Inhalts bestand. Der Peripatetiker Andronikos von Rhodos (1. Jahrhundert v. Chr.) ordnete in der ersten Aristotelesausgabe diese Bücher hinter dessen acht Bücher zur „Physik“ ein (τὰ μετὰ τὰ φυσικά tà metà tà physiká „dasjenige nach/neben der Physik“). Dadurch entstand die Bezeichnung „Metaphysik“, die also eigentlich bedeutet: „das, was hinter der Physik im Regal steht“, aber gleichzeitig didaktisch meint: „das, was den Ausführungen über die Natur folgt“ bzw. wissenschaftlich-systematisch bedeutet: „das, was nach der Physik kommt“. Welchen von beiden Gesichtspunkten man für ursprünglicher hält, ist unter Philosophiegeschichtlern umstritten. Die genaue damalige Bedeutung des Wortes ist unklar. Erstmals belegt ist der Begriff bei Nikolaos von Damaskus. Aristoteles selber verwendete den Begriff nicht.
Seit der Spätantike wird mit „Metaphysik“ auch eine eigenständige philosophische Disziplin benannt. In der Spätantike und vereinzelt im Frühmittelalter erhält die Metaphysik auch den Namen Epoptie (von griechisch ἐπί- epi- und ὄπτειν óptein „schauen, erfassen“; wörtlich „Darüberschau, Draufschau“). Auf der anderen Seite wurde das Adjektiv „metaphysisch“ besonders seit dem 19. Jahrhundert, aber auch in abwertender Weise im Sinne von „zweifelhaft spekulativ, unwissenschaftlich, sinnlos, totalitär“ oder als Synonym für „nicht-empirische Gedankenspielerei“ gebraucht.

## Einführung

### Themen der Metaphysik
Ziel der Metaphysik ist die Erkenntnis der Grundstruktur und Prinzipien der Wirklichkeit. Je nach philosophischer Position kann sich Metaphysik auf unterschiedliche, i. a. sehr weit gefasste Gegenstandsbereiche erstrecken.
Darüber hinaus stellt die klassische Metaphysik eine Grundfrage, die sich etwa wie folgt formulieren lässt:
- Warum ist überhaupt Seiendes und nicht vielmehr Nichts?[4] Worin besteht die Wirklichkeit des Wirklichen – was ist das Sein des Seienden?[5]

Noch in der neuzeitlichen Philosophie wurde die Frage nach der Metaphysik der Wirklichkeit dem naturwissenschaftlichen Erklärungsmuster vorangestellt. Leibniz etwa fasste es als ein Grundprinzip des menschlichen Denkens auf, dass ein »Urgrund« für die Existenz der Natur gegeben sein müsse, dass ihre Existenz mit einem zureichenden Grund erklärt werden könne.

„Bis hierher haben wir einfach als Naturwissenschaftler gesprochen: Jetzt müssen wir uns auf die Ebene der Metaphysik erheben, indem wir uns des großen […] Prinzips bedienen, das besagt, daß nichts ohne zureichenden Grund geschieht. […] Ist dieses Prinzip einmal gesetzt, so wird die erste Frage sein, die man berechtigt ist zu stellen: Warum gibt es überhaupt etwas und nicht nichts? Denn das Nichts ist einfacher und leichter als etwas. Angenommen die Dinge müssen existieren, so muß man darüber hinaus den Grund angeben können, warum sie so existieren müssen, (und) nicht anders.“

Metaphysik wird in der Neuzeit demnach die «Wissenschaft von den Voraussetzungen der Erfahrung des Wirklichen».
Die Frage nach einer letzten Erklärung dessen, was die Wirklichkeit als solche ausmacht, ist grundsätzlicherer Art als die speziellen Einzelfragen der klassischen Metaphysik. So wird in der allgemeinen Metaphysik beispielsweise gefragt, wodurch ein Zusammenhang alles Seienden konstituiert wird, sowie klassischerweise oft auch, wie dieser Gesamtzusammenhang sinnvoll deutbar ist.
Im Einzelnen behandelt die klassische Metaphysik Themen wie:
- Wie sind die Grundbegriffe und Prinzipien der Ontologie zu analysieren, etwa Sein und Nichts, Werden und Vergehen, Wirklichkeit und Möglichkeit, Freiheit und Notwendigkeit, Geist und Natur, Seele und Materie, Zeitlichkeit und Ewigkeit und so weiter?
- Was entspricht den Bausteinen unserer Sätze und Gedanken, worauf nehmen diese Bezug, wodurch werden sie wahr gemacht? Wie ist beispielsweise die Beziehung zwischen Individuellem (einzelnen Gegenständen) und Allgemeinem (etwa der Eigenschaft, rot zu sein) beschaffen? Kommt dem Allgemeinen eine unabhängige Existenz zu? Existieren Zahlen? (siehe auch den Artikel Universalienproblem)
- Wie steht es mit der Referenz von normativen und deskriptiven, Wert- und Seinsaussagen? Wie mit religiösen Überzeugungen? Was macht diese jeweils wahr? Gibt es moralische Objekte (Werte, Tatsachen)? Gibt es ein erstes Prinzip der Wirklichkeit, das mit einem Gott identifizierbar ist? Wie wären diese beschaffen? Wie genau wäre ihr Bezug zu uns beschaffen?

Die Metaphysik entwickelt Grundbegriffe wie Form/Materie, Akt/Potenz, Wesen, Sein, Substanz usw.
Sofern diese Grundbegriffe von allem Seienden aussagbar sind, heißen sie etwa bei Aristoteles, Kant und auf diese bezugnehmenden Autoren Kategorien. Allerdings ist in der Interpretation teilweise unklar, ob Kategorien bloße Worte oder Begriffe sind oder diesen unabhängig existierende Objekte bzw. Typen von Objekten entsprechen.
Auf metaphysischen Konzepten bauen verschiedene philosophische Einzeldisziplinen auf, mittelbar auch verschiedene Einzelwissenschaften. Insofern kann die Metaphysik als grundlegend für Philosophie überhaupt betrachtet werden.

### Systematik und Methodik
Traditionell wird die Metaphysik in einen allgemeinen (metaphysica generalis) und einen speziellen (metaphysica specialis) Zweig geschieden; den ersten bildet die Ontologie, der andere umfasst die rationale Theologie, Psychologie und Kosmologie:
- Die allgemeine Metaphysik hat von allen Wissenschaften die höchste Abstraktionsstufe; sie fragt nach den allgemeinsten Kategorien des Seins und heißt deshalb auch Fundamentalphilosophie. Sie beschäftigt sich damit, was Dinge, Eigenschaften oder Prozesse ihrem Wesen nach sind und in welchem Verhältnis sie zueinander stehen. Sofern sie das Seiende als Seiendes untersucht, spricht man von Ontologie bzw. Seinslehre.
- Die rationale Theologie fragt nach der ersten Ursache allen Seins, das heißt nach Gott als dem höchsten Sein und als Grund aller Wirklichkeit. Diese philosophische Teildisziplin wird auch philosophische oder natürliche Theologie genannt.
- Die rationale Psychologie beschäftigt sich mit der Seele bzw. dem (menschlichen) Geist als einfacher Substanz.
- Die rationale Kosmologie untersucht das Wesen der Welt, das heißt den Zusammenhang alles Seienden im Ganzen. Als Lehre des Aufbaus der materiellen Welt als einem natürlichen System physischer Substanzen fällt sie schon seit der Antike im Wesentlichen mit der Naturphilosophie zusammen.

Metaphysik kann verschieden vorgehen:
1. Sie ist deduktiv bzw. spekulativ, wenn sie von einem obersten Grundsatz ausgeht, von dem aus sie schrittweise die Gesamtwirklichkeit deutet. Ein solches höchstes Prinzip könnte etwa die Idee, Gott, das Sein, die Monade, der Weltgeist oder auch der Wille sein.
2. Sie ist induktiv, wenn sie im Versuch, die Ergebnisse aller Einzelwissenschaften in einer Gesamtschau vereint zu betrachten, ein metaphysisches Weltbild entwirft.
3. Sie lässt sich aber auch als reduktiv (weder empirisch-induktiv noch spekulativ-deduktiv) begreifen, wenn man sie nur als spekulative Überhöhung jener Überzeugungen auffasst, die Menschen immer schon voraussetzen müssen, um überhaupt erkennen und handeln zu können.

Eine kritische Reflexion ihrer eigenen Grundbegriffe, Grundsätze und Argumentationsstrukturen gehörte ebenso von Beginn an zur Metaphysik wie eine Abgrenzung gegenüber den übrigen philosophischen Disziplinen und zu den Einzelwissenschaften (Physik, Mathematik, Biologie, Psychologie usw.).

## Grundbegriffe und Probleme der Metaphysik

### Sein

#### Univoker und analoger Seinsbegriff

„Wesensmetaphysik“ bei Thomas von Aquin

Von entscheidender Bedeutung für die Aussagen der jeweiligen Metaphysik ist der zugrunde gelegte Seinsbegriff. In der Tradition gibt es dabei zwei grundsätzlich verschiedene Ansätze:
In einem univoken Seinsverständnis wird „Sein“ als das aller-allgemeinste Merkmal beliebiger Dinge (genannt „Seiendes“ oder „Entitäten“) verstanden. Es ist das, was allen Seienden nach Abzug der jeweils individuellen Eigenschaften immer noch gemeinsam ist: dass sie sind, oder anders ausgedrückt: dass ihnen allen Sein zukommt (vgl. ontologische Differenz). Dieser Seinsbegriff führt zu einer „Wesensmetaphysik“. „Wesen“ (essentia) bezieht sich hier auf Eigenschaften (etwa das, was einen jeden Menschen zu einem Menschen macht), „Sein“ (existentia) auf die Existenz. So unterscheidet beispielsweise Avicenna sowie in seiner Rezeption etwa (der frühe) Thomas von Aquin (prägnant und bekannt in De ente et essentia).
In einem analogen Seinsverständnis wird „Sein“ als das verstanden, was allem zukommt, wenn auch auf je verschiedene Weise (Analogia entis). Das Sein ist das, worin einerseits alle Gegenstände übereinkommen und worin sie sich zugleich unterscheiden. Dieses Seinsverständnis führt zu einer (dialektischen) „Seinsmetaphysik“. Der Gegenbegriff zum Sein ist hier das Nichts, da nichts außerhalb des Seins stehen kann. Sein wird hier als Fülle verstanden. Ein Beispiel für diesen Ansatz liefert die Spätphilosophie des Thomas von Aquin (Summa theologica).

#### Verwendungsweisen von „Sein“
In der ontologischen Tradition gilt das „Sein“ als der zentrale Grundbegriff. Grundsätzlich können drei Verwendungsweisen des Begriffs „Sein“ unterschieden werden, die sich bereits bei Platon finden: Existenz („cogito, ergo sum“), Identität („Kant ist der Verfasser der Kritik der reinen Vernunft“) und Prädikation („Peter ist ein Mensch“). In der traditionellen Ontologie wird auch die Frage diskutiert, wie sich das Sein zum Seienden verhält. Martin Heidegger spricht hier von der „ontologischen Differenz“, die für den Unterschied zwischen Sein und Seiendem steht.
Die geläufigste Verwendung des Wortes „ist“ ist die Verwendung im Sinne der Prädikation. Nach klassisch-aristotelischer Auffassung, die bis ins 19. Jahrhundert bestimmend geblieben ist, bezieht das Wort „ist“, verstanden als Kopula der Aussage, das Prädikat auf das Subjekt. In Orientierung an dieser sprachlichen Form kommt Aristoteles zu seiner Ontologie, wonach die Welt aus Substanzen und deren Attributen besteht. In diesem Modell wird durch das Prädikat einem Individuum eine allgemeine Eigenschaft zugesprochen.
In der Analytischen Philosophie wird das „ist“ des Aussagesatzes nicht mehr als Kopula verstanden, sondern als Teil des Prädikats. In diesem Verständnis steht das „ist“ für eine bestimmte Verbindung, die Beziehung, die das Individuum mit der Eigenschaft verbindet (Exemplifikation). Im Zentrum der Betrachtung steht der Satz als Ganzes, der sich auf einen Sachverhalt bezieht.

### Kategorien
Unter Kategorien (griechisch: kategoria eigentlich „Anklage“, später „Eigenschaft“ oder „Prädikat“) versteht man ontologische Grundbegriffe, mit denen man Grundmerkmale des Seienden kennzeichnet. Da das Verb kategorein ins Lateinische übersetzt praedicare lautet, heißen Kategorien gerade auch im Mittelalter Prädikamente.
Nach Aristoteles lässt sich eine Reihe allgemeinster ontologischer Begriffe ausmachen, denen zugleich höchste Gattungen des Seienden entsprechen – er nennt diese Kategorien und unterscheidet ihrer zehn, darunter die Substanz, die Quantität, die Qualität, Relationen, räumliche und zeitliche Lokalisierung und anderen. Zweck der Kategorisierung ist es, Strukturen in der Wirklichkeit aufzuzeigen und logische Fehler in der Beschreibung des Seienden aufzudecken und zu vermeiden. Mit Kategorien werden die Bausteine, aus denen die Welt als Ganzes oder in ihren Teilen (Domänen) zusammengesetzt ist, klassifiziert. Sie sind vollständig disjunkt und insofern (im Gegensatz zu den Transzendentalien) keine allgemeinen Grundmerkmale alles Seienden. Die aristotelische Kategorienlehre ist bis in die Gegenwart prägend für zahlreiche ontologische Ansätze und wird auch heute noch von einigen Metaphysikern für fruchtbar gehalten, z. B. in der formalen Ontologie.

### Transzendentalien
Autoren der lateinischen Scholastik des Mittelalters bezeichnen mit dem Ausdruck Transzendentalien (lateinisch transcendentalia, von transcendere „übersteigen“) solche Begriffe, die allem Seienden zukommen und daher die einteilenden Kategorien umgreifen. Während Kategorien nur von bestimmten Seienden ausgesagt werden, kommen alle Transzendentalien jedem Seienden zu, werden aber von unterschiedlichen Seienden in unterschiedlicher Weise ausgesagt (Analogielehre). Als Transzendentalien gelten meist das Wahre (verum), das Eine (unum) und das Gute (bonum), häufig auch das Schöne (pulchrum). In der klassischen Ontologie galten diese Transzendentalien untereinander als austauschbar: Was (in höchstem Maße) gut war, galt zugleich auch als (in höchstem Maße) wahr und schön, und umgekehrt. Im 13. Jahrhundert wurde kontrovers diskutiert, wie diese transzendentalen Begriffe zu verstehen sind. In der modernen Ontologie finden sich weitere Transzendentalien wie Wirklichkeit (Aktualität), Existenz, Möglichkeit, Ähnlichkeit, Identität oder Verschiedenheit (Differenz).

### Individuen
In der Ontologie ist „Individuum“ (das Unteilbare; auch „Einzelding“, englisch: particular) ein Grundbegriff, der nicht durch andere ontologische Begriffe definiert ist. So haben Individuen zwar Charakteristika, man verwendet sie aber nicht zur Charakterisierung. Somit besitzen Eigennamen von Individuen keinen prädikativen Charakter. Man kann zwar über Sokrates etwas aussagen, aber Sokrates nicht als Prädikat verwenden. Weiter sind Individuen dadurch charakterisiert, dass sie nicht zur selben Zeit an verschiedenen Orten sein können. Multilokalität gibt es nur für Eigenschaften. Zum Dritten sind Individuen nach Gottlob Frege gesättigte Entitäten, das heißt, sie sind Objekte, die in sich abgeschlossen sind, keiner weiteren Benennung bedürfen.
Eine wichtige Unterscheidung innerhalb der Individuen ist die von physischen Individuen (Gegenstände, Körper) und nicht-physischen Individuen (Abstrakta). Beispiele für letztere sind Institutionen, Melodien, Zeitpunkte oder Zahlen, wobei der ontologische Charakter von Zahlen umstritten ist. Diese können auch als Eigenschaften aufgefasst werden. Für die Ontologie ebenfalls problematisch ist die Einordnung der in der Philosophie des Geistes diskutierten mentalen Zustände und die damit verbundenen Inhalte der Begriffe Bewusstsein, Geist, Seele (siehe auch Qualia und Dualismus (Ontologie)). Daneben wird zwischen abhängigen und unabhängigen Individuen unterschieden. Ein Individuum ist abhängig, wenn es nicht existieren kann, ohne dass ein bestimmtes anderes Individuum existiert. Beispiele hierfür sind etwa ein Schatten oder ein Spiegelbild. Ob auch ein Lächeln als abhängiges Individuum zu betrachten ist, oder ob es sich hierbei um eine reine Eigenschaft handelt, ist wiederum umstritten. Unabhängige körperliche Individuen nennt man in der Ontologie auch Substanz (Ousia).
Umstritten ist weiterhin, ob und inwieweit Eigenschaften, die in einer Substanz realisiert sind, als eine besondere Form von Individuen, als Eigenschaftsindividuen, aufzufassen sind. So kann man das Weiß im Bart des Sokrates als einen Namen für ein bestimmtes einmaliges Vorkommen auffassen. Weitere Beispiele sind die Körpergröße eines bestimmten Menschen oder die Geschwindigkeit eines bestimmten Autos jeweils zu einem bestimmten Zeitpunkt. Eigenschaftsindividuen werden manchmal auch als Tropen bezeichnet. Sie sind Akzidenzien einer Substanz, haben also immer einen Träger und sind immer abhängig.

### Sachverhalte
Sachverhalte sind strukturierte Entitäten, die sich auf Konstellationen in Raum und Zeit beziehen, die sich aus Individuen, Eigenschaften und Relationen zusammensetzen. Sofern Sachverhalte in der Wirklichkeit eine Entsprechung haben, spricht man von Tatsachen. Für realistische Ontologen haben Aussagen über Sachverhalte eine Entsprechung in der Wirklichkeit, die die Aussagen als Wahrmacher zu Tatsachen erheben.
Ludwig Wittgenstein hat im Tractatus logico-philosophicus eine Ontologie skizziert, die ganz auf Sachverhalten beruht. Kernsätze:
- „Die Welt ist die Gesamtheit der Tatsachen, nicht der Dinge.“ (1.1)
- „Was der Fall ist, die Tatsache, ist das Bestehen von Sachverhalten.“ (2)
- „Der Sachverhalt ist eine Verbindung von Gegenständen. (Sachen, Dingen.)“ (2.01)
- „Das Bestehen und Nichtbestehen von Sachverhalten ist die Wirklichkeit.“ (2.06)
- „Die Art und Weise, wie die Gegenstände im Sachverhalt zusammenhängen, ist die Struktur des Sachverhaltes.“ (2.032)
- „Die Form ist die Möglichkeit der Struktur.“ (2.033)

Es gibt eine Reihe von Ontologen, so etwa Reinhardt Grossmann, die Sachverhalte zu den grundlegenden Kategorien der Welt zählen. Bei Uwe Meixner, der im ersten Schritt zwischen den Kategorien der Objekte und Funktionen unterscheidet, sind die Sachverhalte neben den Individuen eine grundlegende Form der Objekte. In Sachverhalten werden Eigenschaften und Relationen exemplifiziert. Andererseits hat etwa Peter Strawson bestritten, dass Tatsachen neben den Dingen eine Realität in der Welt haben. Weil der Begriff der Tatsache nicht ausreichend geklärt ist, zog Donald Davidson den Schluss, dass Theorien, die auf dem Begriff der Tatsache beruhen, selbst als nicht ausreichend geklärt anzusehen sind. Zu den Vertretern, die Sachverhalte als grundlegende Konstituenten der Welt halten, zählt David M. Armstrong.

### Universalien
Im Gegensatz zu Individuen und Sachverhalten sind Universalien räumlich und zeitlich nicht gebunden. Man kann vier Arten von Universalien unterscheiden. Zum einen werden darunter Eigenschaften gefasst, die einem Gegenstand zukommen können, wie die Härte einer Billardkugel (Eigenschaftsuniversalien). Zum zweiten gibt es Begriffe, mit denen Individuen als Arten und Gattungen zusammengefasst werden, etwa Sokrates – Mensch – Säugetier – Lebewesen (Substanzuniversalien). Den dritten Fall, die Relationen, hat Aristoteles noch unter den Eigenschaften erfasst. Man kann die Beziehung „ist Vater von“ als Merkmal einer Person auffassen, durch das sie in einer Beziehung zu einer anderen steht. Bertrand Russell hat dies als „Monismus“ bezeichnet und abgelehnt. Für ihn und in der Folge für die meisten Ontologen ist eine Relation aRb eine den Individuen externe Beziehung R, die zwischen den Individuen a und b besteht. Eigenschaften werden in Individuen, Relationen in Sachverhalten „exemplifiziert“. Sie haben ein Vorkommen in einem bestimmten Objekt. Zum vierten schließlich gibt es nicht-prädikative Universalien, die den Charakter eines Objektes und nicht den einer Eigenschaft haben, wie etwa die Platonischen Ideen, Beethovens Neunte, die Schildkröte (als Gattung) oder das hohe C. Solche Typenobjekte (types) können räumlich und zeitlich mehrfach vorkommen. Es gibt verschiedene Aufführungen von Beethovens Neunter und verschiedene Notendrucke. Typenobjekte können nicht durch ein Adjektiv ausgedrückt werden. Man kann nicht sagen „schildkrötig“.
Von Anbeginn an bestand das Problem, wie man das, was mit diesen Allgemeinbegriffen bezeichnet wird, ontologisch einordnen soll (Universalienproblem). Dabei stehen sich Positionen gegenüber, die auf verschiedene Weisen den Universalien eine eigene Realität zusprechen (Universalienrealismus) oder aber solche, die eher der Überzeugung sind, dass Universalien rein begriffliche, mentale Produkte sind, mit denen bestimmte Merkmale von Einzeldingen z. B. aufgrund von Ähnlichkeit oder anderen Kriterien einen Namen erhalten (Nominalismus). Eine modernere Bezeichnung für Universalien ist „abstrakte Gegenstände“. Hierdurch soll vor allem klargestellt werden, dass auch Typenobjekte wie die Zahl Pi in die Betrachtung einbezogen werden.

### Teil und Ganzes
Die Teil-Ganzes-Beziehung (Mereologie) wird auf verschiedenen Ebenen diskutiert. So ist der Kopf des Sokrates ein Individuum, das ein räumlicher Teil des Individuums Sokrates ist. Weil es zum Wesen des Sokrates gehört, einen Kopf zu haben, wird der Kopf ein essenzieller Teil des Sokrates genannt. Es gibt aber auch Gruppenindividuen (plurale Individuen) wie die Berliner Philharmoniker, die Hauptstädte der EU oder die drei Musketiere, die jeweils aus mehreren einzelnen Individuen bestehen. Dabei hat die Teil-Ganzes-Beziehung unterschiedlichen Charakter. Scheidet ein Musiker bei den Berliner Philharmonikern aus oder tritt ein weiterer Staat der EU bei, so verändert sich der Charakter des Gruppenindividuums nicht, auch wenn die numerische Identität sich verändert hat. Scheidet hingegen einer der drei Musketiere aus der Gruppe aus, so erlischt der Charakter dieser Gruppe. Hier sind einzelne Individuen als Teile gruppenkonstitutiv für das Ganze.
Ein bekanntes Beispiel für Probleme, die sich aus der Teil-Ganzes-Beziehung ergeben, ist das aus der Antike stammende Gedankenexperiment vom Schiff des Theseus. Topologische Begriffe wie „Rand“ und „Zusammenhang“ lassen sich mit mereologischen Mitteln untersuchen, woraus die Mereotopologie entsteht. Anwendungen finden sich unter anderem im Bereich der Künstlichen Intelligenz und der Wissensrepräsentation. Weil die Teil-Ganzes-Beziehung für verschiedene Entitäten ein zutreffendes Merkmal ist, kann man sie auch zu den Transzendentalien rechnen.
Einen wichtigen Beitrag dazu leisteten die Quantenphysiker und Wissenschaftsphilosophen Werner Heisenberg ("Das Teil und das Ganze") und Carl Friedrich von Weizsäcker.

## Metaphysikkritik
Die Metaphysik war seit ihrer Entstehung, insbesondere jedoch seit dem 17. Jahrhundert, grundsätzlicher Kritik ausgesetzt. Häufig vertraten Kritiker der Metaphysik eine Variante der Position, die Fragen der Metaphysik seien mit den ihr zur Verfügung stehenden Mitteln nicht in adäquater Weise zu beantworten. Während die Kritik im 17. und 18. Jahrhundert vor allem mit Bezug auf die Abhängigkeit menschlicher Erkenntnis von empirischen Gegenständen als Erkenntnisobjekten argumentierte, sind seit Ende des 19. Jahrhunderts Aspekte der gültigen Verwendung der Sprache als Medium philosophischer Erkenntnis ins Zentrum der Metaphysikkritik gerückt. Als zentraler Autor der Metaphysikkritik wird häufig Kant angesehen, der Ende des 18. Jahrhunderts argumentierte, die Grundbegriffe, mittels derer Metaphysik betrieben würde, besäßen keine Gültigkeit für die Gegenstände der Metaphysik. Er forderte jedoch nicht das Ende der Metaphysik, sondern trat für eine Philosophie ein, die auf einer grundsätzlichen kritischen Reflexion ihrer Methoden aufbaut.

### Klassische Texte
- Platon: Phaidon (vor 347 v. Chr.), Politeia (ca. 370 v. Chr.), Symposion (ca. 380 v. Chr.) u. a.
- Aristoteles: Metaphysik (Aristoteles) (4. Jahrhundert v. Chr.)
- Plotin: Enneaden (3. Jahrhundert n. Chr.)
- Thomas von Aquin: De ente et essentia (um 1255; deutsch Über das Sein und das Wesen), Summa theologica (ca. 1265–1273)
- Francisco Suárez: Disputationes Metaphysicae (1597)
- René Descartes: Meditationes de prima philosophia (1641)
- Baruch de Spinoza: Ethica, ordine geometrico demonstrata (1677)
- Gottfried Wilhelm Leibniz: Monadologie (1714)
- Immanuel Kant: Kritik der reinen Vernunft (1781/1787)
- Johann Gottlieb Fichte: Grundlage der gesamten Wissenschaftslehre (1794–1795)
- Friedrich Wilhelm Joseph von Schelling: System des transzendentalen Idealismus (1800)
- Georg Wilhelm Friedrich Hegel: Wissenschaft der Logik (1812–1816), Enzyklopädie der philosophischen Wissenschaften (1817)
- Arthur Schopenhauer: Die Welt als Wille und Vorstellung (1819, 1844)
- Martin Heidegger: Sein und Zeit (1927)
- Alfred North Whitehead: Prozess und Realität (1929)
- Jean-Paul Sartre: Das Sein und das Nichts. Versuch einer phänomenologischen Ontologie (1943, dt. 1952)
- José Ortega y Gasset: Der Mensch ist ein Fremder. Schriften zur Metaphysik und Lebensphilosophie (Vorlesungen dt. 2008) ISBN 3-495-48104-4
- Theodor W. Adorno: Meditationen zur Metaphysik, in: ders., Negative Dialektik, Dritter Teil, III; Frankfurt/M. (1966)

### Metaphysikgeschichte
- Jörg Disse: Kleine Geschichte der abendländischen Metaphysik. Von Platon bis Hegel. 3. Auflage. WBG, Darmstadt 2007, ISBN 3-534-15501-7. (Gut verständliche Einführung in die wesentlichen Etappen der Geschichte der Metaphysik)
- Heinz Heimsoeth: Die sechs großen Probleme der abendländischen Metaphysik und der Ausgang des Mittelalters. Darmstadt 1958.
- Wilfried Kühn: Einführung in die Metaphysik: Platon und Aristoteles. Felix Meiner Verlag, Hamburg 2017.
- Willi Oelmüller, Ruth Dölle-Oelmüller, Carl-Friedrich Geyer: Diskurs: Metaphysik. 2. Auflage. Schöningh, Paderborn u. a. 1995, ISBN 3-506-99371-2. (Auswahl klassischer Texte der Metaphysikgeschichte mit allgemeiner Einführung)
- Wilhelm Risse: Metaphysik: Grundthemen und Probleme. München 1973.
- Heinrich Schmidinger: Metaphysik. Ein Grundkurs. Kohlhammer, Stuttgart u. a. 2000, 3. Aufl. 2010, ISBN 978-3-17-021350-0. (Systematisch-historische Einführung, am Kritizismus Kants orientiert, mit Passagen aus Originaltexten und zum Schluss einen eigenen Entwurf vorlegend)

### Systematische Einführungen
- David M. Armstrong: Universals – An Opinionated Introduction. Boulder: Westview Press 1989, ISBN 0-8133-0772-4. (Sehr klare Einführung mit Schwerpunkt Universalienproblem)
- Tim Crane, Katalin Farkas (Hrsg.): Metaphysics. A Guide and Anthology. Oxford 2004, ISBN 0-19-926197-0. (Nützliche Sammlung klassischer und jüngerer Texte)
- Peter van Inwagen: Metaphysics. 2. Auflage. Westview Press, Boulder 2002, ISBN 0-8133-9055-9.
- Friedrich Kaulbach: Einführung in die Metaphysik. 5. Auflage. WBG, Darmstadt 1991, ISBN 3-534-04853-9. (Systematische Einführung auf gehobenem Niveau)
- Jaegwon Kim, Ernest Sosa (Hrsg.): Metaphysics – An Anthology. Blackwell, Malden 1999. (Umfangreiche und nützliche Sammlung wichtiger Texte)
- Michael J. Loux: Metaphysics – A Contemporary Introduction. 2. Auflage. Routledge London 2002. (Hervorragende Einführung in die neuere systematische Metaphysik)
- Edward J. Lowe: A Survey of Metaphysics. Oxford University Press, Oxford 2002, ISBN 0-19-875253-9. (Neben Loux eine der besten Einführungen in zeitgenössische Debatten)
- Friedo Ricken (Hrsg.): Lexikon der Erkenntnistheorie und Metaphysik. Beck, München 1984, ISBN 3-406-09288-8. (Artikel zu Einzelfragen von deutschen Dozenten)
- Edmund Runggaldier, Ch. Kanzian: Grundprobleme der Analytischen Ontologie. Schöningh, Paderborn 1998.
- Ted Sider, John Hawthorne, Dean Zimmerman (Hrsg.): Contemporary Debates in Metaphysics. Blackwell 2007, ISBN 1-4051-1229-8. (Stellt in jedem Kapitel zwei Aufsätze gegensätzlicher Positionen in einer Debatte gegenüber)
- Robert C. Koons, Timothy H. Pickavance: Metaphysics: The Fundamentals. Wiley-Blackwell, 2015, ISBN 978-1-4051-9573-7 (Paperback); ISBN 978-1-118-32866-8 (E-Book).